# Malleloy
Malleloy és un municipi francès situat al departament de Meurthe i Mosel·la i a la regió del Gran Est. L'any 2007 tenia 933 habitants.

## Demografia

### Població
El 2007 la població de fet de Malleloy era de 933 persones. Hi havia 334 famílies, de les quals 64 eren unipersonals (36 homes vivint sols i 28 dones vivint soles), 113 parelles sense fills, 133 parelles amb fills i 24 famílies monoparentals amb fills.
La població ha evolucionat segons el següent gràfic:
Habitants censats

### Habitatges
El 2007 hi havia 367 habitatges, 345 eren l'habitatge principal de la família, 1 era una segona residència i 21 estaven desocupats. 342 eren cases i 24 eren apartaments. Dels 345 habitatges principals, 290 estaven ocupats pels seus propietaris, 47 estaven llogats i ocupats pels llogaters i 8 estaven cedits a títol gratuït; 5 tenien una cambra, 10 en tenien dues, 22 en tenien tres, 83 en tenien quatre i 225 en tenien cinc o més. 259 habitatges disposaven pel capbaix d'una plaça de pàrquing. A 130 habitatges hi havia un automòbil i a 181 n'hi havia dos o més.

### Piràmide de població
La piràmide de població per edats i sexe el 2009 era:
| Homes | Edats   | Dones |
| ----- | ------- | ----- |
| 0     | 95 o +  | 0     |
| 0     | 90 a 94 | 0     |
| 0     | 85 a 89 | 0     |
| 4     | 80 a 84 | 4     |
| 8     | 75 a 79 | 12    |
| 12    | 70 a 74 | 12    |
| 24    | 65 a 69 | 12    |
| 28    | 60 a 64 | 20    |
| 12    | 55 a 59 | 24    |
| 16    | 50 a 54 | 32    |
| 48    | 45 a 49 | 32    |
| 28    | 40 a 44 | 20    |
| 48    | 35 a 39 | 52    |
| 24    | 30 a 34 | 40    |
| 4     | 25 a 29 | 12    |
| 36    | 20 a 24 | 28    |
| 48    | 15 a 19 | 36    |
| 48    | 10 a 14 | 48    |
| 36    | 5 a 9   | 32    |
| 8     | 0 a 4   | 24    |

## Economia
El 2007 la població en edat de treballar era de 619 persones, 437 eren actives i 182 eren inactives. De les 437 persones actives 405 estaven ocupades (209 homes i 196 dones) i 32 estaven aturades (19 homes i 13 dones). De les 182 persones inactives 68 estaven jubilades, 66 estaven estudiant i 48 estaven classificades com a «altres inactius».

### Ingressos
El 2009 a Malleloy hi havia 343 unitats fiscals que integraven 944 persones, la mediana anual d'ingressos fiscals per persona era de 20.246 €.

### Activitats econòmiques
Dels 13 establiments que hi havia el 2007, 1 era d'una empresa de fabricació d'altres productes industrials, 3 d'empreses de construcció, 3 d'empreses de comerç i reparació d'automòbils, 2 d'empreses d'hostatgeria i restauració, 2 d'empreses de serveis i 2 d'empreses classificades com a «altres activitats de serveis».
Dels 8 establiments de servei als particulars que hi havia el 2009, 2 eren tallers de reparació d'automòbils i de material agrícola, 1 paleta, 1 fusteria, 1 electricista, 1 perruqueria, 1 restaurant i 1 saló de bellesa.
L'any 2000 a Malleloy hi havia 7 explotacions agrícoles.

## Equipaments sanitaris i escolars
El 2009 hi havia una escola elemental.

## Poblacions més properes
El següent diagrama mostra les poblacions més properes.